# Ruta nacional PE-18 C
La ruta nacional PE-18 C, conocida informalmente como carretera Federico Basadre, es el nombre de una carretera peruana situada en el departamento del Ucayali. Inicia en el distrito de Campoverde. Se inauguró el 7 de septiembre de 1943 bajo la administración de Guillermo Sisley como alcalde de la provincia de Coronel Portillo durante el gobierno de Manuel Prado Ugarteche.
La vía tiene su punto de partida en Pucallpa en la avenida Centenario (provincia de Coronel Portillo) y avanza hacia el Oeste hasta llegar a la ciudad de Aguaytía (provincia de Padre Abad) y luego hasta el departamento de Huánuco. Se cree que la ruta original tuvo relación con el descubrimiento del boquerón del Padre Abad por parte del misionero español de la orden franciscana, actualmente ubicado en el km. 120 de esta vía.
Durante la época del terrorismo en el Perú, fue una de las rutas principales del narcotráfico a nivel nacional. Aquello se redujo a partir del cultivo del cacao en el distrito de Irázola.

## Plataforma de vía
A pesar de que la carretera está siendo asfaltada, se planeó construir una vía de cuatro carriles a partir de la avenida Centenario, con posibilidad de prevenir accidentes de vehículos menores.  Lejos de la autopista, el tramo Boquerón – La Divisoria, de una vía mantenido con ripio y tierra arable ubicado a 120 kilómetros, es una de las zonas más peligrosas de transitar erosionada por el río Yurac Yacu. La vía ha sido modificada de ubicación en algunos tramos, como por ejemplo entre la ciudad de Pucallpa capital del departamento de Ucayali y el distrito de Campo Verde.

## Zonas que atraviesa
- En la provincia de Coronel Portillo
  - Por avenida Centenario: Parque natural de Pucallpa, Aeropuerto Internacional Capitán FAP David Abensur Rengifo y cementerio local.
  - Cervecería San Juan
  - Universidad Nacional de Ucayali
- Distrito de Campo Verde
- En la provincia de Padre Abad
  - Aguaytía
  - Boquerón y Velo de la Novia
- Provincia de Puerto Inca